# Coray
Coray è un comune francese di 1 861 abitanti situato nel dipartimento del Finistère nella regione della Bretagna.
Il suo territorio è bagnato dal fiume Odet e ospita le sorgenti del fiume Aven.

## Società

### Evoluzione demografica
Abitanti censiti